# L'Île (film, 2006)
Pour les articles homonymes, voir L'Île.
Pour plus de détails, voir Fiche technique et Distribution.
L'Île (en russe : Остров, Ostrov) est un film de Pavel Lounguine réalisé en 2006, qui a conclu le festival de Venise et a remporté le prix de l'Aigle d'or récompensant les films russes, ainsi que le prix Nika. 
Il a été tourné dans un village de Carélie, dans le grand nord russe, et met en scène un moine orthodoxe, joué par Piotr Mamonov (connu par le public français dans Taxi Blues).
Le public et la critique ont été frappés par la beauté des images et par l'atmosphère mystique, appuyés par une musique d'une grande force lyrique, qui se dégagent de ce film hiératique et dépouillé.

## Synopsis
En Russie, pendant la Seconde Guerre mondiale. Anatoli, un jeune marin, et son capitaine et ami Tikhon, transportent du charbon sur leur bateau. Un soir, ils sont arraisonnés par un bateau allemand. L'officier ennemi propose la vie sauve à Anatoli si ce dernier tue Tikhon. En proie aux affres de la peur, Anatoli, la mort dans l'âme, tire sur son capitaine, qui tombe à l'eau. Les Allemands minent le bateau et repartent, laissant Anatoli à bord. Le bateau explose. À moitié mort, Anatoli échoue sur le rivage d'une petite île sur laquelle se trouve un monastère orthodoxe ; les moines de l'île le trouvent et le portent au monastère.
Trente-quatre ans plus tard, sur la même île. Anatoli est devenu moine et est affecté à la chaudière du monastère. Miné par le remords et fol en Christ, il se réfugie souvent dans la solitude sur une petite île voisine qu'il gagne en barque pour crier sa peine et implorer le pardon divin pour avoir tué son capitaine. Des miracles sont attribués au père Anatoli, qui a le pouvoir de voir dans l'avenir. Sa renommée de saint homme amène au monastère des pèlerins, venus lui demander conseils spirituels et guérisons, tandis qu'il ne rencontre qu'incompréhension du côté de ses frères moines.
C'est alors qu'un amiral vient sur l'île pour lui demander de guérir sa fille qui est possédée. Il apparaît que cet amiral n'est autre que Tikhon, l'ancien capitaine qu'Anatoli croyait mort. Il n'avait été que blessé, et pensait de son côté qu'Anatoli avait été tué dans l'explosion de leur bateau. Des pardons tacites sont exprimés. Anatoli exorcise la fille de Tikhon et la guérit. Le vieux moine peut maintenant mourir en paix. Il annonce sa mort prochaine à ses frères moines. Ces derniers prennent soudain conscience de sa sainteté, et lui préparent un cercueil à partir d'une misérable caisse de charbon, conformément à son souhait. Le père Anatoli s'y étend et rend bientôt l'âme. On l'enterre dans la petite île où il aimait prier.

## Fiche technique
- Titre français : L'Île
- Titre original : Остров
- Réalisation : Pavel Lounguine
- Scénario : Dmitri Sobolev
- Décors : Igor Kotsarev, Alexandre Tolkatchev
- Costumes : Ekaterina Dyminskaya, Valeria Nikoulina
- Photographie : Andreï Jegalov
- Montage : Albina Antipenko
- Musique : Vladimir Martynov
- Son : Stefan Albine, Vladimir Litrovnik
- Productions : Sergueï Choumakov, Pavel Lungin Studio, Olga Vassilieva
- Sociétés de production :
- Sociétés de distribution : 
  - Telekanal Rossiya (Russie)
  - Nashe Kino (2006) (Russie)
  - Film Movement (2007) (États-Unis)
  - Rézo Films (2008) (France)
  - Metacinema (2008) (Italie)
  - Artificial Eye (2009) (Royaume-Uni)
- Genre : drame
- Pays d'origine : Russie
- Langue : russe
- Format : couleurs
- Genre : Drame, Guerre, Religion
- Durée : 112 min
- Dates de sortie :
  -  Russie : 27 juin 2006
  -  France : 9 janvier 2008

## Distribution
- Piotr Mamonov : le père Anatoli, rôle pour lequel il reçoit le prix du Meilleur rôle masculin au Festival du cinéma russe à Honfleur, en 2006.
- Viktor Soukhoroukov : le père Philarète
- Dmitri Dioujev : le père Job
- Iouri Kouznetsov : Tikhon
- Viktoria Issakova : Nastia
- Nina Oussatova : une veuve
- Ianna Essipovitch : une jeune femme
- Olga Demidova : une jeune mère
- Timofeï Tribountsev : Anatoli jeune
- Alexeï Zelenski : Tikhon jeune
- Gricha Stepounov : un jeune garçon
- Sergueï Bourounov : l'adjudant

## Analyse
- Le film est centré sur la repentance du père Anatoli et sa prière continuelle, malgré l'incompréhension qu'il suscite. Sa souffrance spirituelle et humaine lui permet de comprendre la souffrance des pèlerins qui l'approchent. Il n'a pas de dons spirituels, il est simplement béni par son remords. Les miracles demandés n'ont pas lieu d'être, selon l'auteur du scénario, Dimitri Sobolev, car le monde rejette toujours les miracles et Dieu agit selon d'autres voies que celles demandées.

- L'acteur principal, qui vit depuis une quinzaine d'années, après sa conversion à l'orthodoxie, dans un village isolé, a beaucoup donné de lui-même dans ce film dont la lenteur presque immobile a touché les esprits. Le patriarche Alexis II a déclaré que ce film était un « exemple vivant d'une tentative d'approche chrétienne de la culture »[1].

- Le personnage d'Anatoli n'est pas sans rappeler la vie du moine Séraphin de Sarov, saint orthodoxe (1759-1833).

- En France, les médias n'ont guère parlé de ce film. En revanche, il a reçu les attaques de Cécile Vaissié, au numéro de janvier 2009 de la revue La Règle du jeu. Cette universitaire a vu notamment en L'Île le symptôme d'une collusion entre le pouvoir temporel et spirituel dans la Russie de Poutine[2].

## Citation tirée du film
Le père Job à Anatoli au moment où ce dernier s’allonge dans le cercueil : 
 
- N'as-tu pas peur de mourir ? 

- Mourir ? Non, mourir ne me fait pas peur. J'ai peur de me tenir devant Dieu ; mes péchés m'oppressent.

## Prix et récompenses
- Aigle d'or 2006 : meilleur film
- Festival du cinéma russe à Honfleur 2006 : prix du public, prix spécial du Jury, prix du meilleur rôle masculin pour Piotr Mamonov
- Nika 2007 : meilleur film

## Sortie DVD
- L'Île : éditeur: Studio : France Télévisions Distribution, 9 juillet 2008, ASIN: B0017W9452.